# Lista de instituições de ensino superior de Mato Grosso do Sul
Esta é uma lista de instituições de ensino superior do estado brasileiro de Mato Grosso do Sul.
Tipos de instituição quanto à sua administração
- Instituições públicas (ou estatais) são as universidades mantidas por alguma esfera do poder público. Podem ser:
  - Civis: mantidas pelo União (federal), por uma unidade federativa (estadual) ou pela prefeitura.
  - Militares: mantidas pelas Forças Armadas (exército, marinha, aeronáutica).

- Instituições privadas são universidades mantidas por instituições que não são vinculadas ao poder público. Podem ser:
  - Comerciais (ou particulares): constituem-se em entidades com fins lucrativos.
  - Comunitárias (ou filantrópicas): mantidas por entidades sem fins lucrativos. Podem ser:
    - Confessionais: são universidades comunitárias mantidas por instituições religiosas.
    - Comunitárias laicas: são universidades comunitárias mantidas por instituições não-religiosas.

Tipos de instituição quanto à sua natureza
- Universidades são instituições de ensino e pesquisa em todas as áreas do conhecimento humano.
- Centros universitários são instituições de ensino em todas as áreas do conhecimento humano, mas não desenvolvem pesquisas.
- Institutos são instituições de ensino e pesquisa que não cobrem todas as áreas do conhecimento humano.
- Faculdades integradas são instituições de ensino que não cobrem todas as áreas do conhecimento humano nem desenvolvem pesquisas.

## Públicas
Estaduais
- Dourados
  - Universidade Estadual do Mato Grosso do Sul - UEMS (Dourados, Amambai, Aquidauana, Campo Grande, Cassilândia, Coxim, Glória de Dourados, Ivinhema, Jardim, Maracaju, Mundo Novo, Naviraí, Nova Andradina, Paranaíba e Ponta Porã)

Federais
- Campo Grande
  - Universidade Federal do Mato Grosso do Sul - UFMS
  - Instituto Federal de Mato Grosso do Sul - IFMS
- Dourados
  - Universidade Federal da Grande Dourados - UFGD

## Privadas
- Campo Grande
  - Centro Universitário de Campo Grande - UNAES
  - Universidade Católica Dom Bosco - UCDB
  - Universidade para o Desenvolvimento do Estado e Região do Pantanal - UNIDERP/Anhanguera
- Corumbá
  - Faculdade Salesiana de Santa Teresa - FSST
- Dourados
  - Centro Universitário da Grande Dourados - UNIGRAN
  - Faculdade Batista Teológica Ana Wollerman - FTBAW
- Naviraí
  - Faculdades Integradas de Naviraí - FINAV
- Nova Andradina
  - Faculdades Integradas de Nova Andradina - FINAN
- Ponta Porã
  - Faculdade de Ponta Porã - FAP
  - Faculdades Magsul Ponta Porã - MAGSUL
- Três Lagoas
  - Faculdades Integradas de Três Lagoas - AEMS